# Gentilly
Gentilly är en kommun i departementet Val-de-Marne i regionen Île-de-France i norra Frankrike. Kommunen ligger i kantonerna Kremlin-Bicêtre och Arcueil som tillhör arrondissementet L'Haÿ-les-Roses. År 2022 hade Gentilly 18 883 invånare.

## Befolkningsutveckling
Antalet invånare i kommunen Gentilly
| Referens: INSEE |